# Midem
Die Midem (Marché international de l'édition musicale) ist die weltgrößte Musikmesse und findet seit 1967 jährlich in Cannes statt. Die Musikindustrie nutzt sie häufig als Plattform zur Ankündigung neuer Produkte, Musiker oder Branchenstrategien. Jede Messe steht unter einem Schwerpunktthema; bei der Midem 2004 war dies der Musikverkauf im Internet.
Auf der Midem finden, neben Geschäftsgesprächen, auch verschiedene begleitende Veranstaltungen wie Vorträge, Seminare und auch Konzerte statt.
Seit 2005 wird alljährlich der Midem Classical Award für die besten Klassikproduktionen des Vorjahres aus rund 20 Sparten der klassischen Musik vergeben. Deutsche Mitglieder der Jury, die sich aus 20 internationalen Fachmagazinen zusammensetzt, sind die Fachzeitschrift Fono Forum, der Mitteldeutsche Rundfunk (MDR) sowie das Online-Klassikmagazin klassik.com.

## Teilnehmer
An der Midem 2003 nahmen rund 8.620 Besucher und 4.000 Unternehmen teil, die aus 92 Ländern kamen.
Midem 2008: 9.093 Teilnehmer, 4.545 Firmen, 2.233 ausstellende Firmen, 88 Länder, 9.017 m² totale Standfläche, 482 Journalisten von 398 Medien.

## Andere Musikmessen
- NAMM Show jährlich stattfindende Musikmesse in Anaheim, Kalifornien.
- EEMC Erste osteuropäische Musikmesse - Eastern Europe Music Convention.
- Popkomm Ehemals größte europäische Musikmesse in Berlin, inzwischen eingestellt.
- Musikmesse Frankfurt (jährlich im Frühjahr)